# 9e cérémonie des César
La 9e cérémonie des César du cinéma - dite aussi Nuit des César -  récompensant les films sortis en 1983, s'est déroulée le 3 mars 1984 au théâtre de l'Empire à Paris.
Elle fut présidée par Gene Kelly et retransmise sur Antenne 2 présentée par Léon Zitrone.

## Présentateurs et intervenants
- Gene Kelly, président de la cérémonie
- Pierre Richard, Monica Vitti, Macha Méril, Brigitte Fossey, maîtres de cérémonie
- Sergio Leone, Jack Nicholson, Angelica Huston, Charles Bronson, invités étrangers pour remettre des prix
- Jack Nicholson, Monica Vitti, pour la remise du César de la meilleure actrice
- Pierre Richard, Marlène Jobert, pour la remise du César du meilleur acteur
- Catherine Spaak, Bob Swaim pour la remise du César du meilleur scénario original
- Charles Bronson, pour la remise du César d'honneur à René Clément
- Coluche

## Palmarès

### César du meilleur film
- À nos amours de Maurice Pialat et Le Bal d'Ettore Scola
  - Coup de foudre de Diane Kurys
  - Tchao Pantin de Claude Berri
  - L'Été meurtrier de Jean Becker

### César du meilleur film étranger
- Fanny et Alexandre d'Ingmar Bergman
  - Carmen de Carlos Saura
  - Les Dieux sont tombés sur la tête de Jamie Uys
  - Tootsie de Sydney Pollack

### César du meilleur film francophone
- Dans la ville blanche d'Alain Tanner
  - L'Allégement de Marcel Schüpbach
  - Benvenuta d'André Delvaux
  - Bonheur d'occasion de Claude Fournier
  - Le Lit de Marion Hänsel
  - Rien qu'un jeu de Brigitte Sauriol

### César du meilleur acteur
- Coluche pour Tchao Pantin
  - Gérard Depardieu pour Les Compères
  - Yves Montand pour Garçon !
  - Michel Serrault pour Mortelle Randonnée
  - Alain Souchon pour L'Été meurtrier

### César de la meilleure actrice
- Isabelle Adjani pour L'Été meurtrier
  - Fanny Ardant pour Vivement dimanche! 
  - Nathalie Baye pour J'ai épousé une ombre
  - Nicole Garcia pour Les Mots pour le dire
  - Miou-Miou pour Coup de foudre

### César du meilleur acteur dans un second rôle
- Richard Anconina pour Tchao Pantin
  - Guy Marchand pour Coup de foudre
  - Bernard Fresson pour Garçon !
  - Jacques Villeret pour Garçon !
  - François Cluzet pour L'Été meurtrier

### César de la meilleure actrice dans un second rôle
- Suzanne Flon pour L'Été meurtrier
  - Victoria Abril pour La Lune dans le caniveau
  - Sabine Azéma pour La vie est un roman
  - Stéphane Audran pour Mortelle Randonnée
  - Agnès Soral pourTchao Pantin

### César du meilleur espoir masculin
- Richard Anconina, pour Tchao Pantin
  - Jean-Hugues Anglade pour L'Homme blessé
  - François Cluzet pour Vive la sociale
  - Jacques Penot pour Au nom de tous les miens

### César du meilleur espoir féminin
- Sandrine Bonnaire pour À nos amours
  - Elizabeth Bourgine pour Vive la sociale !
  - Laure Duthilleul pour Le Destin de Juliette
  - Agnès Soral pour Tchao Pantin

### César du meilleur réalisateur
- Ettore Scola pour Le Bal
  - François Truffaut pour Vivement dimanche !
  - Maurice Pialat pour À nos amours
  - Jean Becker pour L'Été meurtrier
  - Claude Berri pour Tchao Pantin

### César du meilleur scénario original
- Hervé Guibert et Patrice Chéreau pour L'Homme blessé
  - Diane Kurys et Alain Le Henry pour Coup de foudre
  - Francis Veber pour Les Compères

### César de la meilleure adaptation
- Jean Becker pour L'Été meurtrier, adapté du roman de Sébastien Japrisot
  - Claude Berri pour Tchao Pantin, adapté du roman d'Alain Page
  - Robert Enrico pour Au nom de tous les miens, adapté du livre autobiographique de Martin Gray

### César de la meilleure première œuvre
- Rue Cases-Nègres d'Euzhan Palcy
  - Le Dernier Combat de Luc Besson
  - Le Destin de Juliette d'Aline Issermann
  - La Trace de Bernard Favre

### César de la meilleure musique
- Vladimir Cosma pour Le Bal
  - Charlélie Couture pour Tchao Pantin
  - Georges Delerue pour L'Été meurtrier
  - Serge Gainsbourg pour Équateur

### César de la meilleure photographie
- Bruno Nuytten pour Tchao Pantin
  - Ricardo Aronovich pour Le Bal
  - Pierre Lhomme pour Mortelle Randonnée
  - Philippe Rousselot pour La Lune dans le caniveau

### César du meilleur décor
- Hilton McConnico pour La Lune dans le caniveau
  - Jean-Pierre Kohut-Svelko pour Mortelle Randonnée
  - Jacques Saulnier pour La vie est un roman
  - Alexandre Trauner pour Tchao Pantin

### César du meilleur son
- Gérard Lamps et Jean Labussière pour Tchao Pantin
  - Jean-Louis Ughetto pour L'Argent
  - Pierre Lenoir, Jacques Maumont pour Garçon !
  - Maurice Gilbert, Paul Lainé, Nadine Muse pour Mortelle Randonnée

### César du meilleur montage
- Jacques Witta pour L'Été meurtrier
  - Françoise Bonnot pour Hanna K.
  - Denise de Casabianca pour L'Homme blessé
  - Claire Pinheiro pour Les Mots pour le dire
  - Françoise Prenant pour Faits divers

### César du meilleur court-métrage d'animation
- Le Voyage d'Orphée de Jean-Manuel Costa
  - Au-delà de minuit de Pierre Barletta
  - Le Sang de Jacques Rouxel

### César du meilleur court-métrage de fiction
- Star Suburb : la banlieue des étoiles de Stéphane Drouot
  - Coup de feu de Magali Clément
  - Panique au montage d'Olivier Esmein
  - Toro Moreno de Gérard Krawczyk

### César du meilleur court-métrage documentaire
- Ulysse d'Agnès Varda
  - Je sais que j'ai tort, mais demandez à mes copains, ils vous diront la même chose de Pierre Lévy
  - La Vie au bout des doigts de Jean-Paul Janssen

### César d'honneur
- Georges de Beauregard, René Clément et Edwige Feuillère

### Hommage
- Max Linder